# Togiak
Togiak és una població dels Estats Units a l'estat d'Alaska. Segons el cens del 2007 tenia 821 habitants.

## Demografia
Segons el cens del 2000, Togiak tenia 809 habitants, 202 habitatges, i 164 famílies La densitat de població era de 6,9 habitants/km².
Dels 202 habitatges en un 56,4% hi vivien nens de menys de 18 anys, en un 56,4% hi vivien parelles casades, en un 16,8% dones solteres, i en un 18,8% no eren unitats familiars. En el 15,3% dels habitatges hi vivien persones soles el 2,5% de les quals corresponia a persones de 65 anys o més que vivien soles. El nombre mitjà de persones vivint en cada habitatge era de 4 i el nombre mitjà de persones que vivien en cada família era de 4,5.
Per edats la població es repartia de la següent manera: un 42,8% tenia menys de 18 anys, un 9% entre 18 i 24, un 26,1% entre 25 i 44, un 15,1% de 45 a 60 i un 7% 65 anys o més.
L'edat mediana era de 23 anys. Per cada 100 dones de 18 o més anys hi havia 111,4 homes.
La renda mediana per habitatge era de 23.977 $ i la renda mediana per família de 28.500 $. Els homes tenien una renda mediana de 36.250 $ mentre que les dones 34.063 $. La renda per capita de la població era de 9.676 $. Aproximadament el 32,5% de les famílies i el 29,9% de la població estaven per davall del llindar de pobresa.

## Poblacions més properes
El següent diagrama mostra les poblacions més properes.